# Emily Wood
Emily Wood (* 11. Oktober 1978 in Düsseldorf) ist eine deutsche Schauspielerin.

## Leben und Karriere
Emily Woods Vater ist Engländer, mütterlicherseits ist sie eine Nichte von Ulrich Wickert und Wolfram Wickert. Ihr Großvater war der deutsche Diplomat und Schriftsteller Erwin Wickert.
Wood wurde durch ihre Auftritte in der Sat.1-Comedy-Serie Sechserpack bekannt. Weiterhin war sie in Serien wie Alphateam, Großstadtrevier, Der Ermittler oder Schwarz greift ein sowie als Gast in der Sat.1-Sendung Genial daneben zu sehen. Nach mehreren Stationen in Deutschland (Düsseldorf, Frankfurt am Main und Hamburg) wohnt sie nun in London, wo sie in Stand-up-Comedys und im Theater auftritt.
Wood ist verheiratet und hat zwei Kinder.

## Filmografie (Auswahl)
- 1994: Die Kommissarin (Fernsehserie)
- 1997: Großstadtrevier (Fernsehserie)
- 1997–2000: Alphateam – Die Lebensretter im OP (Fernsehserie, 83 Folgen)
- 1999: Schwarz greift ein (Fernsehserie)
- 2001: Der Ermittler (Fernsehserie)
- 2003–2010: Sechserpack (Fernsehserie)
- 2011: Inga Lindström – Wilde Pferde auf Hillesund